# Coppa asiatica femminile di pallavolo 2018
La Coppa asiatica femminile di pallavolo 2018 si è svolta dal 16 al 23 settembre 2018 a Nakhon Ratchasima, in Thailandia: al torneo hanno partecipato dieci squadre nazionali asiatiche e oceaniane e la vittoria finale è andata per la quinta volta, la terza consecutiva alla Cina.

## Impianti
| |  |  |
| |  |  |
| Palazzetto dello sport Korat Chatchai Città: Nakhon Ratchasima Capienza: 5 000 Anno d'apertura: 2007 |  |  |

## Regolamento

### Formula
La formula ha previsto:
- Fase a gironi, disputata con girone all'italiana: le prime due classificate di ogni girone e le due migliori terze classificate hanno acceduto alla fase finale per il primo posto, mentre la peggiore terza classificata e la quarta classificata del girone C hanno acceduto alla fase di qualificazione.
- Fase finale per il primo posto, disputata con quarti di finale, semifinali, finale per il terzo posto e finale. Le quattro sconfitte ai quarti di finale hanno acceduto alla fase di qualificazione.
- Fase di qualificazione, disputate in gare uniche: 
  - Le due peggiori classificate nella fase a gironi eliminate nei quarti di finale hanno sfidato la peggiore terza classificata della fase a gironi e la quarta classificata del girone C: le due vincitrici hanno acceduto alla fase finale per il quinto posto, mentre le due sconfitte hanno acceduto alla finale per il nono posto.
  - Le due migliori classificate nella fase a gironi eliminate nei quarti di finale si sono sfidate tra loro per stabilire gli abbinamenti nella fase finale per il quinto posto.
- Fase finale per il quinto posto, disputata con semifinali, finale per il terzo posto e finale.
- Finale per il nono posto, disputata in gara unica.

### Criteri di classifica
Se il risultato finale è stato di 3-0 o 3-1 sono stati assegnati 3 punti alla squadra vincente e 0 a quella sconfitta, se il risultato finale è stato di 3-2 sono stati assegnati 2 punti alla squadra vincente e 1 a quella sconfitta.
L'ordine del posizionamento in classifica è stato definito in base a:
- Numero di partite vinte;
- Punti;
- Ratio dei set vinti/persi;
- Ratio dei punti realizzati/subiti;
- Risultati degli scontri diretti.

## Squadre partecipanti
| Squadra       | Qualificazione                              | Ultima partecipazione |
| ------------- | ------------------------------------------- | --------------------- |
| Australia     | 10ª al campionato asiatico e oceaniano 2017 | Thailandia 2008       |
| Cina          | 4ª al campionato asiatico e oceaniano 2017  | Vietnam 2016          |
| Corea del Sud | 3ª al campionato asiatico e oceaniano 2017  | Vietnam 2016          |
| Filippine     | 8ª al campionato asiatico e oceaniano 2017  | Debutto               |
| Giappone      | 1ª al campionato asiatico e oceaniano 2017  | Vietnam 2016          |
| Iran          | 9ª al campionato asiatico e oceaniano 2017  | Vietnam 2016          |
| Kazakistan    | 7ª al campionato asiatico e oceaniano 2017  | Vietnam 2016          |
| Taipei cinese | 6ª al campionato asiatico e oceaniano 2017  | Vietnam 2016          |
| Thailandia    | Paese organizzatore                         | Vietnam 2016          |
| Vietnam       | 5ª al campionato asiatico e oceaniano 2017  | Vietnam 2016          |

## Torneo

### Fase a gironi
| Girone A      | Girone B      | Girone C   |
| ------------- | ------------- | ---------- |
| Corea del Sud | Cina          | Australia  |
| Giappone      | Taipei cinese | Filippine  |
| Thailandia    | Vietnam       | Iran       |
| -             | -             | Kazakistan |

#### Girone A

##### Risultati
| 16 settembre 2018 Palazzetto Korat Chatchai, N. Ratchasima Durata: ? - Spettatori: ? | Giappone      | 1 - 3 | Corea del Sud | 25-21, 18-25, 27-29, 23-25 |
| 17 settembre 2018 Palazzetto Korat Chatchai, N. Ratchasima Durata: ? - Spettatori: ? | Thailandia    | 3 - 1 | Giappone      | 28-26, 21-25, 27-25, 25-17 |
| 18 settembre 2018 Palazzetto Korat Chatchai, N. Ratchasima Durata: ? - Spettatori: ? | Corea del Sud | 0 - 3 | Thailandia    | 18-25, 19-25, 17-25        |

##### Classifica
| Pos. | Squadra       | Pt | G | V | P | SV | SP | Ratio | PF  | PS  | Ratio |
| ---- | ------------- | -- | - | - | - | -- | -- | ----- | --- | --- | ----- |
| 1.   | Thailandia    | 6  | 3 | 2 | 0 | 6  | 1  | 6,000 | 176 | 147 | 1,197 |
| 2.   | Corea del Sud | 3  | 3 | 1 | 1 | 3  | 4  | 0,750 | 154 | 168 | 0,916 |
| 3.   | Giappone      | 0  | 3 | 0 | 2 | 2  | 6  | 0,333 | 186 | 201 | 0,925 |

      Qualificata agli ottavi di finale.

#### Girone B

##### Risultati
| 16 settembre 2018 Palazzetto Korat Chatchai, N. Ratchasima Durata: ? - Spettatori: ? | Cina          | 3 - 0 | Vietnam       | 25-17, 25-9, 25-12                |
| 17 settembre 2018 Palazzetto Korat Chatchai, N. Ratchasima Durata: ? - Spettatori: ? | Taipei cinese | 0 - 3 | Cina          | 14-25, 20-25, 22-25               |
| 18 settembre 2018 Palazzetto Korat Chatchai, N. Ratchasima Durata: ? - Spettatori: ? | Vietnam       | 3 - 2 | Taipei cinese | 22-25, 28-26, 30-28, 16-25, 15-12 |

##### Classifica
| Pos. | Squadra       | Pt | G | V | P | SV | SP | Ratio | PF  | PS  | Ratio |
| ---- | ------------- | -- | - | - | - | -- | -- | ----- | --- | --- | ----- |
| 1.   | Cina          | 6  | 3 | 2 | 0 | 6  | 0  | MAX   | 150 | 94  | 1,595 |
| 2.   | Vietnam       | 2  | 3 | 1 | 1 | 3  | 5  | 0,600 | 149 | 191 | 0,780 |
| 3.   | Taipei cinese | 1  | 3 | 0 | 2 | 2  | 6  | 0,333 | 172 | 186 | 0,924 |

      Qualificata agli ottavi di finale.

#### Girone C

##### Risultati
| 16 settembre 2018 Palazzetto Korat Chatchai, N. Ratchasima Durata: ? - Spettatori: ? | Kazakistan | 2 - 3 | Iran       | 25-23, 17-25, 25-19, 23-25, 6-15  |
| 16 settembre 2018 Palazzetto Korat Chatchai, N. Ratchasima Durata: ? - Spettatori: ? | Australia  | 3 - 2 | Filippine  | 21-25, 21-25, 26-24, 25-16, 15-10 |
| 17 settembre 2018 Palazzetto Korat Chatchai, N. Ratchasima Durata: ? - Spettatori: ? | Australia  | 3 - 2 | Kazakistan | 21-25, 25-20, 25-23, 20-25, 15-12 |
| 17 settembre 2018 Palazzetto Korat Chatchai, N. Ratchasima Durata: ? - Spettatori: ? | Filippine  | 2 - 3 | Iran       | 29-27, 16-25, 25-17, 12-25, 13-15 |
| 18 settembre 2018 Palazzetto Korat Chatchai, N. Ratchasima Durata: ? - Spettatori: ? | Iran       | 3 - 0 | Australia  | 25-17, 25-22, 25-20               |
| 18 settembre 2018 Palazzetto Korat Chatchai, N. Ratchasima Durata: ? - Spettatori: ? | Kazakistan | 1 - 3 | Filippine  | 22-25, 23-25, 25-20, 17-25        |

##### Classifica
| Pos. | Squadra    | Pt | G | V | P | SV | SP | Ratio | PF  | PS  | Ratio |
| ---- | ---------- | -- | - | - | - | -- | -- | ----- | --- | --- | ----- |
| 1.   | Iran       | 7  | 3 | 3 | 0 | 9  | 4  | 2,250 | 291 | 250 | 1,164 |
| 2.   | Australia  | 4  | 3 | 2 | 1 | 6  | 7  | 0,857 | 273 | 280 | 0,975 |
| 3.   | Filippine  | 5  | 3 | 1 | 2 | 7  | 7  | 1,000 | 290 | 304 | 0,953 |
| 4.   | Kazakistan | 2  | 3 | 0 | 3 | 5  | 9  | 0,555 | 288 | 308 | 0,935 |

      Qualificata agli ottavi di finale.
      Qualificata alla fase di qualificazione.

### Fase finale

#### Finali 1º e 3º posto
|  | Quarti di finale | Quarti di finale | Quarti di finale |  |    | Semifinali    | Semifinali | Semifinali |                 |                 | Finale          | Finale     | Finale |
|  |                  |                  |                  |  |    |               |            |            |                 |                 |                 |            |        |
|  | 1A               | Thailandia       | 3                |  |    |               |            |            |                 |                 |                 |            |        |
|  | 1A               | Thailandia       | 3                |  |    |               |            |            |                 |                 |                 |            |        |
|  | 2C               | Australia        | 0                |  |    |               |            |            |                 |                 |                 |            |        |
|  | 2C               | Australia        | 0                |  | 1A | Thailandia    | 2          |            |                 |                 |                 |            |        |
|  |                  |                  |                  |  | 1A | Thailandia    | 2          |            |                 |                 |                 |            |        |
|  |                  |                  |                  |  |    | 1B            | Cina       | 3          |                 |                 |                 |            |        |
|  | 1B               | Cina             | 3                |  |    | 1B            | Cina       | 3          |                 |                 |                 |            |        |
|  | 1B               | Cina             | 3                |  |    |               |            |            |                 |                 |                 |            |        |
|  | 1C               | Iran             | 0                |  |    |               |            |            |                 |                 |                 |            |        |
|  | 1C               | Iran             | 0                |  |    |               |            |            |                 | 1B              | Cina            | 3          |        |
|  |                  |                  |                  |  |    |               |            |            |                 | 1B              | Cina            | 3          |        |
|  |                  |                  |                  |  |    |               |            |            |                 |                 | 3A              | Giappone   | 0      |
|  | 2A               | Corea del Sud    | 1                |  |    |               |            |            |                 |                 | 3A              | Giappone   | 0      |
|  | 2A               | Corea del Sud    | 1                |  |    |               |            |            |                 |                 |                 |            |        |
|  | 3B               | Taipei cinese    | 3                |  |    |               |            |            |                 |                 |                 |            |        |
|  | 3B               | Taipei cinese    | 3                |  | 3B | Taipei cinese | 1          |            | Finale 3° posto | Finale 3° posto | Finale 3° posto |            |        |
|  |                  |                  |                  |  | 3B | Taipei cinese | 1          |            |                 |                 |                 |            |        |
|  |                  |                  |                  |  |    | 3A            | Giappone   | 3          |                 |                 | 1A              | Thailandia | 3      |
|  | 3A               | Giappone         | 3                |  |    |               | Giappone   | 3          |                 |                 | 1A              | Thailandia | 3      |
|  | 3A               | Giappone         | 3                |  |    |               |            |            |                 | 3B              | Taipei cinese   | 0          |        |
|  | 2B               | Vietnam          | 1                |  |    |               |            |            |                 |                 | Taipei cinese   | 0          |        |
|  | 2B               | Vietnam          | 1                |  |    |               |            |            |                 |                 |                 |            |        |

##### Quarti di finale
| 19 settembre 2018 Palazzetto Korat Chatchai, N. Ratchasima Durata: ? - Spettatori: ? | Giappone      | 3 - 1 | Vietnam       | 20-25, 25-23, 25-12, 25-23 |
| 19 settembre 2018 Palazzetto Korat Chatchai, N. Ratchasima Durata: ? - Spettatori: ? | Corea del Sud | 1 - 3 | Taipei cinese | 25-18, 20-25, 15-25, 24-26 |
| 19 settembre 2018 Palazzetto Korat Chatchai, N. Ratchasima Durata: ? - Spettatori: ? | Cina          | 3 - 0 | Iran          | 25-11, 25-12, 25-16        |
| 19 settembre 2018 Palazzetto Korat Chatchai, N. Ratchasima Durata: ? - Spettatori: ? | Thailandia    | 3 - 0 | Australia     | 25-20, 25-21, 25-13        |

##### Semifinali
| 21 settembre 2018 Palazzetto Korat Chatchai, N. Ratchasima Durata: ? - Spettatori: ? | Taipei cinese | 1 - 3 | Giappone | 15-25, 20-25, 25-21, 23-25        |
| 21 settembre 2018 Palazzetto Korat Chatchai, N. Ratchasima Durata: ? - Spettatori: ? | Thailandia    | 2 - 3 | Cina     | 18-25, 21-25, 27-25, 25-22, 10-15 |

##### Finale 3º posto
| 23 settembre 2018 Palazzetto Korat Chatchai, N. Ratchasima Durata: ? - Spettatori: ? | Taipei cinese | 0 - 3 | Thailandia | 20-25, 19-25, 20-25 |

##### Finale
| 23 settembre 2018 Palazzetto Korat Chatchai, N. Ratchasima Durata: ? - Spettatori: ? | Giappone | 0 - 3 | Cina | 23-25, 20-25, 17-25 |

#### Fase di qualificazione
| 21 settembre 2018 Palazzetto Korat Chatchai, N. Ratchasima Durata: ? - Spettatori: ? | Kazakistan | 0 - 3 | Vietnam       | 16-25, 14-25, 15-25        |
| 21 settembre 2018 Palazzetto Korat Chatchai, N. Ratchasima Durata: ? - Spettatori: ? | Filippine  | 1 - 3 | Corea del Sud | 13-25, 26-24, 7-25, 21-25  |
| 21 settembre 2018 Palazzetto Korat Chatchai, N. Ratchasima Durata: ? - Spettatori: ? | Iran       | 3 - 1 | Australia     | 22-25, 25-23, 25-22, 25-20 |

#### Finali 5º e 7º posto
|  | Semifinali | Semifinali    | Semifinali |                 |    | Finale 5º posto | Finale 5º posto | Finale 5º posto |
|  |            |               |            |                 |    |                 |                 |                 |
|  | 2B         | Vietnam       | 3          |                 |    |                 |                 |                 |
|  | 2B         | Vietnam       | 3          |                 |    |                 |                 |                 |
|  | 2C         | Australia     | 0          |                 |    |                 |                 |                 |
|  | 2C         | Australia     | 0          |                 | 2B | Vietnam         | 3               |                 |
|  |            |               |            |                 | 2B | Vietnam         | 3               |                 |
|  |            |               |            |                 |    | 2A              | Corea del Sud   | 0               |
|  | 2A         | Corea del Sud | 3          |                 |    | 2A              | Corea del Sud   | 0               |
|  | 2A         | Corea del Sud | 3          |                 |    |                 |                 |                 |
|  | 1C         | Iran          | 1          |                 |    |                 |                 |                 |
|  | 1C         | Iran          | 1          | Finale 7º posto |    |                 |                 |                 |
|  |            |               |            |                 |    |                 |                 |                 |
|  |            |               |            |                 |    | 2C              | Australia       | 3               |
|  |            |               |            |                 |    | 2C              | Australia       | 3               |
|  |            |               |            |                 |    | 1C              | Iran            | 1               |

##### Semifinali
| 22 settembre 2018 Palazzetto Korat Chatchai, N. Ratchasima Durata: ? - Spettatori: ? | Vietnam       | 3 - 0 | Australia | 25-14, 25-15, 25-21        |
| 22 settembre 2018 Palazzetto Korat Chatchai, N. Ratchasima Durata: ? - Spettatori: ? | Corea del Sud | 3 - 1 | Iran      | 12-25, 26-24, 25-16, 25-19 |

##### Finale 7º posto
| 23 settembre 2018 Palazzetto Korat Chatchai, N. Ratchasima Durata: ? - Spettatori: ? | Australia | 3 - 1 | Iran | 22-25, 26-24, 26-24, 25-18 |

##### Finale 5º posto
| 23 settembre 2018 Palazzetto Korat Chatchai, N. Ratchasima Durata: ? - Spettatori: ? | Vietnam | 3 - 0 | Corea del Sud | 25-22, 25-10, 25-16 |

### Finale 9º posto
| 22 settembre 2018 Palazzetto Korat Chatchai, N. Ratchasima Durata: ? - Spettatori: ? | Kazakistan | 2 - 3 | Filippine | 13-25, 25-23, 22-25, 25-17, 8-15 |

## Classifica finale
| Pos | Squadra       | Rosa |
| --- | ------------- | --- |
|     | Cina          | Formazione: 1 Yang, 2 Che, 3 Ren, 5 Gao, 6 Sun, 7 Chen X., 8 Chen P., 9 Gong, 10 Zheng, 12 Wang, 19 Liu, 20 Duan, 21 Zhang, 25 Meng, CT: Lang                                                               |
|     | Giappone      | Formazione: 1 Osanai, 2 Kudou, 3 Hanai, 4 Yamaguchi, 5 Aratani, 6 Horie, 7 Hayashi, 8 Nakagawa, 9 Yamada, 10 Yokota, 11 Mizusugi, 12 Shiode, 13 Irisawa, 16 Yasuda, CT: Nakada                              |
|     | Thailandia    | Formazione: 2 Pannoy, 3 Guedpard, 4 Nuekjang, 5 Thinkaow, 6 Sittirak, 7 Bamrungsuk, 8 Nuanjam, 10 Apinyapong, 13 Tomkom, 15 Kanthong, 16 Kokram, 18 Kongyot, 20 Pairoj, 24 Sooksod, CT: Sriwatcharamethakul |
| 4.  | Taipei cinese | |
| 5.  | Vietnam       | |
| 6.  | Corea del Sud | |
| 7.  | Australia     | |
| 8.  | Iran          | |
| 9.  | Filippine     | |
| 10. | Kazakistan    | |

## Premi individuali
| Premio                 | Nome                | Squadra       |
| ---------------------- | ------------------- | ------------- |
| MVP                    | Liu Yanhan          | Cina          |
| Miglior palleggiatrice | Sun Haiping         | Cina          |
| Miglior opposto        | Pimpichaya Kokram   | Thailandia    |
| Miglior schiacciatrice | Miwako Osanai       | Giappone      |
| Miglior schiacciatrice | Ajcharaporn Kongyot | Thailandia    |
| Miglior centrale       | Gao Yi              | Cina          |
| Miglior centrale       | Tseng Wan-Ling      | Taipei cinese |
| Miglior libero         | Rena Mizusugi       | Giappone      |